# Richard Layard

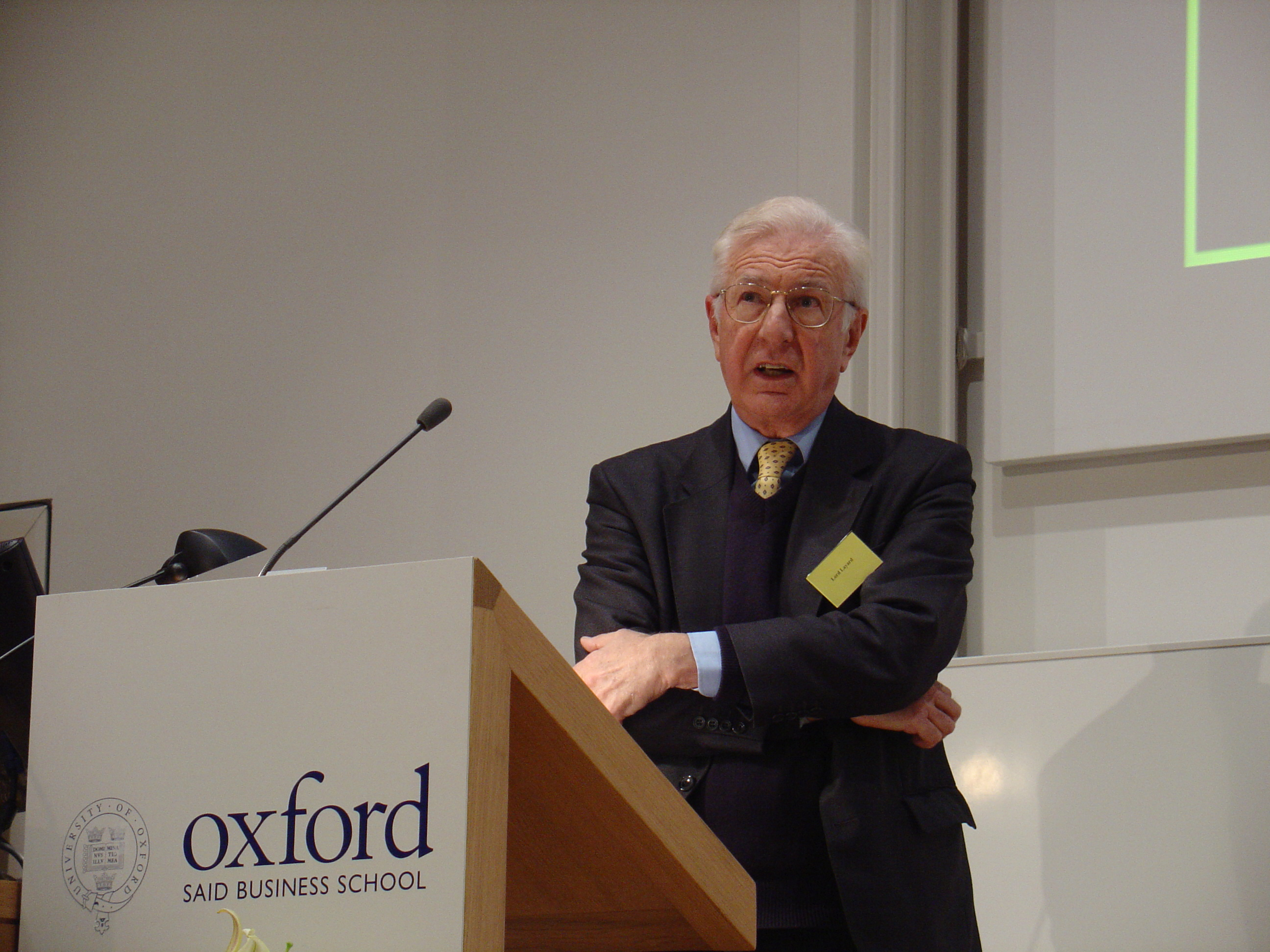
Richard Layard (2006)

Peter Richard Grenville Layard, Baron Layard (* 15. März 1934) ist ein britischer Nationalökonom und emeritierter Professor an der London School of Economics (LSE) in London. Seit 2000 ist er als Life Peer Mitglied im House of Lords.

## Leben
Layard studierte zunächst Geschichte am King’s College der University of Cambridge und war danach als Lehrer und Forschungsbeauftragter des Robbins Committee on Higher Education tätig. Nach einem Studium der Ökonomik an der London School of Economics wirkte er dann als akademischer Lehrer an der LSE (von 1980 bis zu seiner Emeritierung 1999 als Professor) und als Berater für verschiedene Organisationen und Regierungsbehörden. Die Arbeitsmarktreformen von Tony Blair gingen zum Teil auf seine Vorschläge zurück.
Er spezialisierte sich auf die Bildungs- und die Arbeitsökonomik. In den letzten Jahren ist er bestrebt, Erkenntnisse aus der Glücksforschung in die Wirtschaftswissenschaften einzubeziehen.
Am 3. Mai 2000 wurde er als Baron Layard, of Highgate in the London Borough of Haringey, zum Life Peer erhoben und sitzt seither auf Seiten der Labour Party im House of Lords.
2010 gründete Layard in Großbritannien zusammen mit Geoff Mulgan and Anthony Seldon die soziale Bewegung „Action for Happiness“, welche sich weltweit für den Aufbau einer glücklicheren und fürsorglicheren Gesellschaft einsetzt.
Layard ist mit Molly Meacher verheiratet, die 2006 als Baroness Meacher ebenfalls zum Life Peer erhoben wurde. Er ist Research Fellow des Instituts zur Zukunft der Arbeit (IZA), von der er 2008 den IZA Prize in Labor Economics verliehen bekam. Seit 2022 zählt der Medienkonzern Clarivate ihn aufgrund der Zahl der Zitationen zu den Favoriten auf einen Nobelpreis (Clarivate Citation Laureates).

## Veröffentlichungen
- Happiness. Lessons from a New Science. 2005
  - Die glückliche Gesellschaft. Kurswechsel für Politik und Wirtschaft. Campus-Verlag, Frankfurt/New York 2005, ISBN 3-593-37663-6
    - Moralisches Verhalten macht glücklich, Auszug aus dem Schlusskapitel, Die Welt, 24. März 2009
    - Größtmögliches Glück für alle!, Rezension von Ralf Grötker, Telepolis, 10. März 2005
    - Unwohlsein inmitten des Wohlseins, Rezension von Friedhelm Wolski-Prenger, Das Parlament, 25. April 2005
- mit Judy Dunn: A Good Childhood: Searching for Values in a Competitive Age. Penguin, 2009, ISBN 0-14-103943-4